# The Exorcism
The Exorcism ist ein Horrorfilm von Mark Alexandre Fortin und Joshua John Miller. Der Film feierte im Juni 2024 seinen Kinostart.

## Handlung
Während der Dreharbeiten zu einem Horrorfilm gerät ein verstörter Schauspieler aus den Fugen. Seine entfremdete Tochter fragt sich, ob er wieder in seine früheren Süchte abrutscht oder ob etwas Unheimlicheres im Spiel ist.

## Produktion
Die Dreharbeiten des Films, der den Werktitel The Georgetown Project trug, begannen im November 2019 in Wilmington (North Carolina) und endeten im darauffolgenden Monat.